# Suchiapa

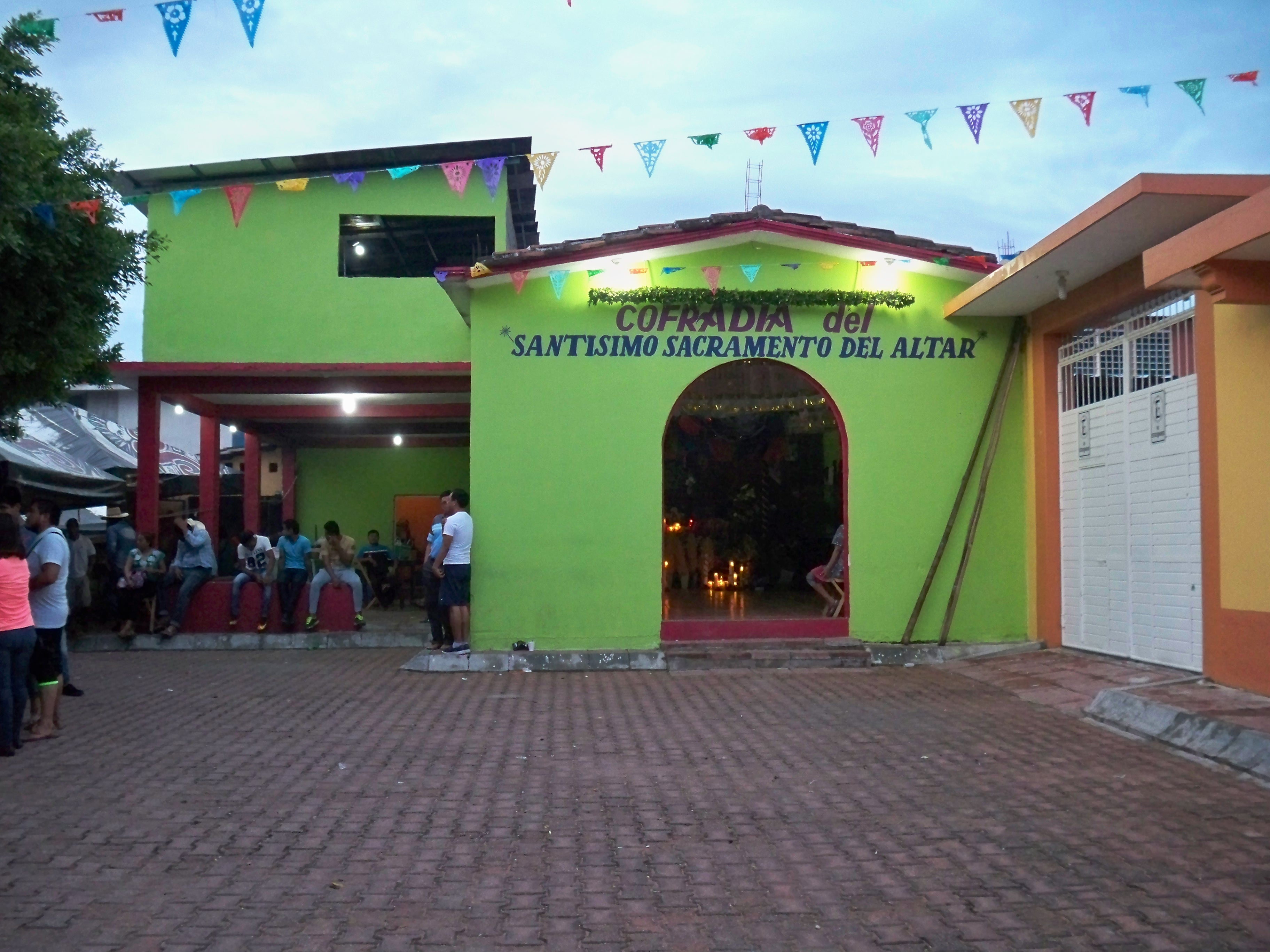
Confrérie du Saint-Sacrement de l'Autel (2017)

Suchiapa est une municipalité du Chiapas, au Mexique. Elle couvre une superficie de 355,2 km2 et compte 24 049 habitants en 2015.